# Glaphyropyga carrerai
Glaphyropyga carrerai är en tvåvingeart som beskrevs av Ayala 1983. Glaphyropyga carrerai ingår i släktet Glaphyropyga och familjen rovflugor.
Artens utbredningsområde är Venezuela. Inga underarter finns listade i Catalogue of Life.